# 完美正方形

最小的完美正方形

完美正方形是把正方形分割为若干个边长不等的小正方形。如果其中任何一部分小正方形都无法构成一个矩形或正方形，则称为简单完美正方形，否则称为复合完美正方形。1930年sprague造出第一个完美正方形，它是由55个小正方形组成，边长4205单位。目前已知最小的简单完美正方形由21个小正方形组成，A. J. W. Duijvestijn用计算机发现。最小的复合完美正方形则由24个小正方形组成，由T.H. Willcocks发现。